# Lehman Caves
Lehman Caves – jaskinia w Parku Narodowym Wielkiej Kotliny, w hrabstwie White Pine stanu Nevada.
Została wypłukana w wapiennym podłożu przez wody gruntowe w ciągu milionów lat, udekorowana formami krasowymi takimi jak stalaktyty, stalagmity, stalagnaty i złączone tarcze. Żyją w niej m.in. nietoperze, zaleszczotki, świerszcze czy pchły jaskiniowe.
W 1922 r. prezydent Warren G. Harding ustanowił to miejsce narodowym pomnikiem USA, a w 1986 r. weszła w skład nowo utworzonego Parku Narodowego Wielkiej Kotliny.